# Marine Vrouwenafdeling

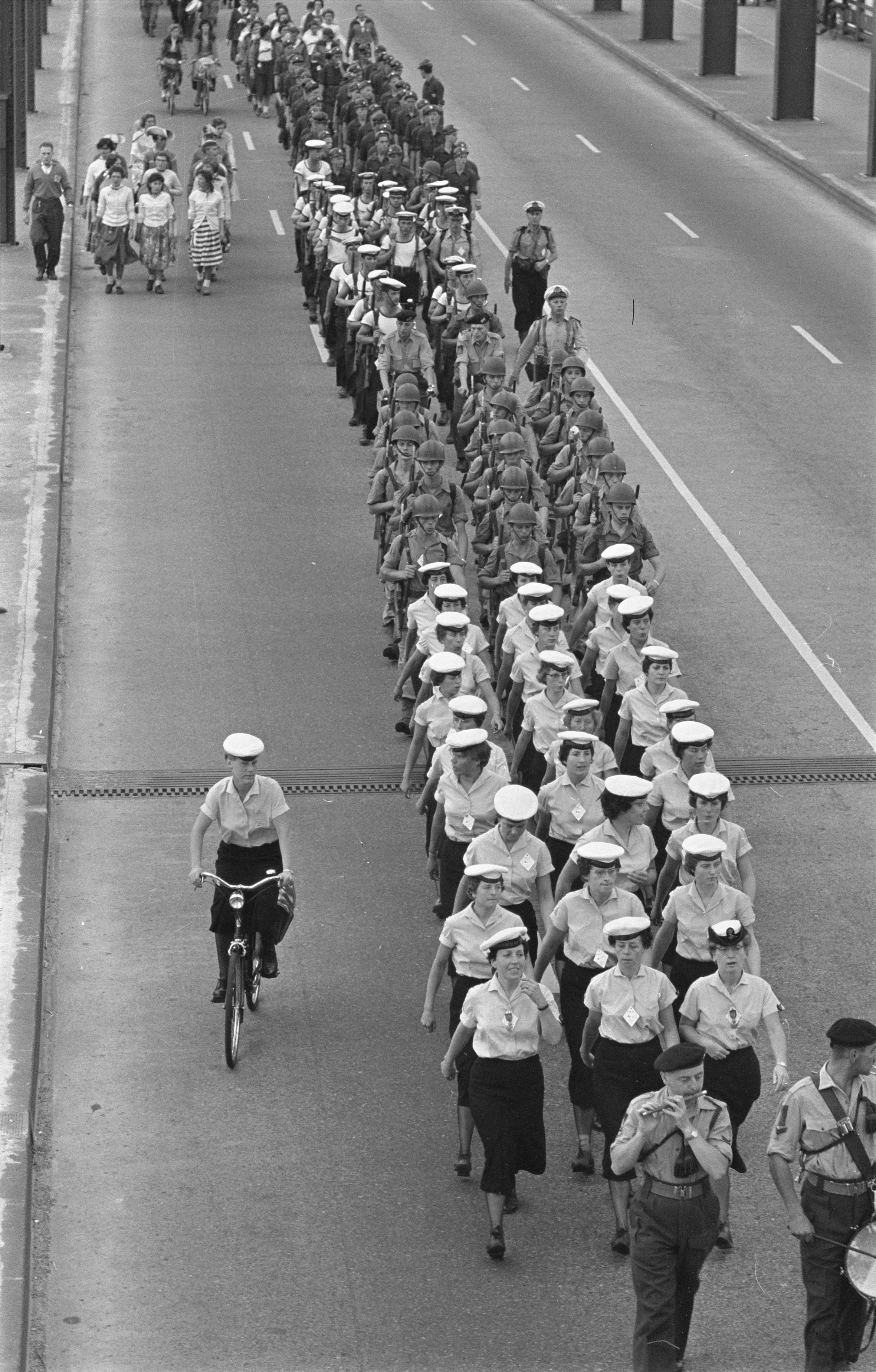
Marva's tijdens de Nijmeegse Vierdaagse van 1959

De Marine Vrouwenafdeling (MARVA) is een voormalige afdeling binnen de Koninklijke Marine waarin vrouwen op vrijwillige basis konden dienen bij de krijgsmacht. De taken bestonden vooral uit ondersteunende werkzaamheden, zodat de man vrijgemaakt kon worden voor de vloot.
De MARVA werd op 31 oktober 1944 in Londen opgericht en werd in 1952 een beroepskorps. Francien de Zeeuw was de eerste Marva.
Het eerste schip waarop ook vrouwen ingedeeld werden was Hr.Ms. Zuiderkruis. Alhoewel de mannenwereld van de Koninklijke Marine voornamelijk sceptisch was over vrouwen in de marine, leidde de MARVA uiteindelijk tot volledige integratie van vrouwen. De MARVA werd dan ook op 1 januari 1982 opgeheven. De opheffing was in overeenstemming met het verdrag van de Verenigde Naties betreffende gelijke kansen voor mannen en vrouwen.
Het Korps Mariniers was nog tot 1 januari 2017 gesloten voor vrouwen, toen het ook voor hen werd opengesteld, mits zij voldeden aan de gangbare fysieke eisen. De marinierskapel stond al open voor vrouwen, omdat deze -in weerwil van de naam- geen deel uitmaakt van het Korps Mariniers.

## Rangen
Zie de lijst van rangen van de Marine Vrouwenafdeling.